# 薄葉嘉賜木
薄葉嘉賜木（学名：Casearia membranacea），或稱膜叶脚骨脆，为楊柳科嘉賜木属下的一个种。